# Contea di Denmark
La contea di Denmark è una delle undici local government areas che si trovano nella regione di Great Southern, in Australia Occidentale. Essa si estende su di una superficie di circa 1.843 chilometri quadrati ed ha una popolazione di circa 5.000 abitanti.